# Wytyczne techniczne G-3.1 : 2007
Wytyczne techniczne G-3.1 : 2007 – zbiór zasad technicznych dotyczących wykonywania prac geodezyjnych w Polsce, związanych z pomiarami i opracowaniami realizacyjnymi, wprowadzony zaleceniem Głównego Geodetę Kraju z 20 września 2007 w sprawie stosowania wytycznych technicznych "G-3.1 : 2007 Pomiary i opracowania realizacyjne". Przepisy tych wytycznych stanowią jednocześnie znowelizowaną wersję wytycznych technicznych G-3.1 "Osnowy realizacyjne" (wydanie 1987) oraz wytycznych technicznych G-3.2 "Pomiary realizacyjne" (wydanie 1987). Wytyczne stanowią uzupełnienie instrukcji technicznej G-3 będącej do 8 czerwca 2012 standardem technicznym w geodezji.
Zasady określone tymi wytycznymi zostały wprowadzone w celu usprawnienia i ujednolicenia prac związanych z wykonywaniem geodezyjnych pomiarów i opracowań realizacyjnych. Aktualnie obowiązującym wydaniem jest wydanie I z 2007, które opracował zespół w składzie: Zdzisław Adamczewski, Stanisław Czarnecki, Alicja Dorzak, Ryszard Staniszewski zgodnie z zaleceniami Departamentu Geodezji, Kartografii i Systemów Informacji Geograficznej Głównego Urzędu Geodezji i Kartografii, z ramienia którego nadzór formalno-merytoryczny pełniła Elżbieta Brzostowska.
Wytyczne techniczne opisują prace geodezyjne i kartograficzne związane z planowaniem przestrzennym oraz projektowaniem, budową, remontem i utrzymaniem obiektów budowlanych (w rozumieniu przepisów prawa budowlanego). W szczególności wytyczne określają zasady:
1. opracowania map do celów projektowych
2. zakładania osnów realizacyjnych
3. tyczenia obiektów budowlanych i konstrukcji inżynierskich
4. pomiarów powykonawczych
5. pomiarów i opracowania wyników pomiarów przemieszczeń i odkształceń

Zakres przedmiotowy wytycznych obejmuje m.in:
- przygotowanie narzędzi pomiarowych
- dokumentowanie wyników pomiaru
- mapy do celów planowania przestrzennego
- mapy do celów projektowych
- mapa do sporządzenia planu sytuacyjnego budowy przyłącza
- inne opracowania do celów projektowych
- analizę i ocenę istniejących materiałów geodezyjnych
- wywiad terenowy
- warunki techniczne
- elementy ewidencji gruntów i budynków
- pomiar sytuacyjno-wysokościowy i sprawozdanie techniczne
- wskazówki projektowe
- utrwalenie punktów
- wskazówki pomiarowe i obliczeniowe
- zasady ogólne geodezyjnego opracowania projektu
- szkic dokumentacyjny
- dokładności tyczenia
- standardowe punkty wytyczane
- tyczenie sytuacyjne i wysokościowe
- szkic tyczenia i pomiar kontrolny (sprawdzający)
- etapy obsługi budowy i montażu i pomiary kontrolne (sprawdzające)
- cel i dokładność pomiarów powykonawczych bieżących i końcowych
- projekt, dokładności, częstotliwość i pomiar przemieszczeń i odkształceń wraz z wykonaniem dokumentacji

Wytyczne te zawierają również wzory i przykłady wykonywanych podczas, i po zakończeniu, prac dokumentów geodezyjnych (arkuszy, szkiców, rejestrów, opisów, wykazów etc.) w postaci 17 załączników do wytycznych.